# مایلز گودمن
مایلز گودمن (انگلیسی: Miles Goodman؛ ۲۷ اوت ۱۹۴۹ – ۱۶ اوت ۱۹۹۶) یک آهنگساز اهل ایالات متحده آمریکا بود.